# Kathryn Newton
Kathryn Newton (Orlando, EUA, 8 de febrer de 1997) és una actriu estatunidenca. És coneguda pels seus papers com Louise Brooks a la sèrie de comèdia de CBS Gary Unmarried (2008–2010), Abigail Carlson a la sèrie de drama de misteri d'HBO Big Little Lies (2017–2019) i Allie Pressman a la sèrie de drama per a adolescents de Netflix The Society (2019). També és coneguda per interpretar les versions anteriors de Claire Novak a la sèrie de fantasia de The CW Supernatural (2014-2018) i Joanie Clark a la sèrie dramàtica d'època d'AMC Halt and Catch Fire (2016-2017).
També ha protagonitzat la pel·lícula de comèdia Bad Teacher (2011), la pel·lícula de terror sobrenatural Paranormal Activity 4 (2012), per la qual va rebre el Young Artist Award a la millor actriu jove protagonista en un llargmetratge, la pel·lícula de drama criminal Three Billboards Outside Ebbing, Missouri (2017), la pel·lícula de comèdia sexual Blockers (2018), la pel·lícula dramàtica Ben Is Back (2018), la pel·lícula de Pokémon Detectiu Pikachu (2019), la pel·lícula de comèdia Freaky (2020) i la comèdia dramàtica de ciència-ficció d'Amazon Studios The Map of Tiny Perfect Things (2021).

## Primers anys
Newton va néixer a Orlando, Florida, filla única de Robin i David Newton. Va començar a jugar tornejos de golf als 8 anys.
Va començar la seva carrera amb quatre anys, va en dos episodis de la sèrie All My Children interpretant Colby Chandler Marian. A continuació va actuar en dos curts: Abbie Down East l'any 2002 i Bun-Bun l'any 2003.
Newton es va graduar a la Notre Dame High School el 2015. Va ser membre de l'equip de golf femení de la Notre Dame High School; va ajudar l'equip de golf de l'escola a guanyar tres campionats de lliga. Inicialment volia jugar a l'Open femení dels Estats Units del 2012, però va haver de retirar-se de la classificació de la secció després d'aconseguir el paper principal a Paranormal Activity 4.
Va ajornar assistir a la universitat a la USC per seguir la seva carrera d'actriu. Va considerar jugar com a membre de l'equip de golf femení de la Universitat del Sud de Califòrnia.

## Carrera
El 2010, Newton va guanyar dos Young Artist Awards per a "Millor actuació en una sèrie de comèdia de televisió" i "Millor actuació en una sèrie de televisió (comèdia o drama)" per Gary Unmarried. Va interpretar el paper de Chase Rubin-Rossi a la pel·lícula de 2011 Bad Teacher. Va tenir el paper principal, Alex, a la pel·lícula Paranormal Activity 4 del 2012, la quarta de la franquícia, i va guanyar un premi als 34th Young Artist Awards per la seva actuació a la pel·lícula. A partir de la temporada 10, va tenir un paper recurrent com Claire Novak a Supernatural.
El 2017, Newton va aparèixer a la sèrie de HBO Big Little Lies basada en la novel·la homònima de Liane Moriarty. També va tenir papers importants a les pel·lícules Three Billboards Outside Ebbing, Missouri com Angela Hayes i Ben Is Back com Ivy Burns.
Newton interpreta a Lucy a la superproducció del 2019 Pokémon Detectiu Pikachu, una pel·lícula d'acció en directe basada en el videojoc del mateix nom. També va interpretar el paper principal d'Allie a la sèrie dramàtica de misteri de Netflix The Society, que es va estrenar el 10 de maig de 2019. El 2020, va protagonitzar la pel·lícula de comèdia de terror Freaky, amb una bona resposta crítica, dirigida per Christopher Landon, com una adolescent que canvia el cos amb un assassí en sèrie. El 2021, va aparèixer a The Map of Tiny Perfect Things, dirigida per Ian Samuels. Interpreta a Cassie Lang a la pel·lícula de l'Univers cinematogràfic de Marvel Ant-Man and the Wasp: Quantumania.

## Filmografia

### Cinema
- 2011: Bad Teacher com a Chase Rubin-Rossi[18]
- 2012: Paranormal Activity 4 com a Alex[19]
- 2017: Three Billboards Outside Ebbing, Missouri de Martin McDonagh com a Angela Hayes
- 2017: Lady Bird de Greta Gerwig com a Darlene
- 2018: Ben is Back de Peter Hedges com a Ivy Burns
- 2019: Pokémon: Detectiu Pikachu com a Lucy Stevens[20]
- 2020: Freaky

### Televisió
- 2014: Supernatural: Claire Novak
- 2016: A Housekeeper's Revenge[21]de Darin Scott: Laura Blackwell
- 2016-2017: Halt and Catch Fire: Joanie Clark[22]
- 2017: Big Little Lies: Abigail Carlson[23][24]
- 2019: The Society: Allie Pressman[24]